# سد قارختولو
 سد قارختولو  یکی از سدهای در حال بهره برداری استان زنجان است.